# 相模真
相模 真（さがみ まこと）は、日本の女性声優。主にアダルトゲームに出演。酷い冷え性でクーラーも苦手だとのこと。

## 出演作品
※太字はヒロインまたは主役

### アダルトゲーム

#### 2003年
- ぷちぷち☆魔女先生!（冴月 水名萌）

#### 2004年
- BLACK GATE 姦淫の学園（門守 かすみ、門守 しずく）
- MinDeaD BlooD 〜支配者の為の狂死曲〜（葛西 今日子）
- MinDeaD BlooD ～麻由と麻奈の輸血箱～（ソラ、葛西 今日子）
- めじょく 〜復讐学園〜（鬼島 真由美）

#### 2005年
- クリーク・クリーク 〜先生、私も戦います!〜（シスター・ノエル、内牧 ららら）
- すくーるヘブン らぶえろハーレム☆ももいろタイフーン（東野 睦美）
- もっといじってプリンセス 〜もう!またこんなところで2〜（オーレリア）

#### 2006年
- 戦場デ少女ハ躰ヲカケル（ファトゥー・カブラル、クレア・マコンネン）
- 紅蓮に染まる銀のロザリオ（有坂・ウェバー・クララ）
- どうして?いじってプリンセス Final Road 〜もう!またこんなところで3〜（オーレリア）
- MinDeaD BlooD ～支配者の為の狂死曲～ DVD Special Edition（葛西 今日子）

#### 2007年
- ごっちる -ラブリーレディーメーカー-（クララ・アンデルソン）
- 人妻×人妻3.5 〜湊とはぴらぶハネムーン!〜（桜庭 湊）

#### 2008年
- ギリギリ☆すくーぷ 〜潜入!! 禁断の女子水泳部〜（相川 智佳）
- トナリの世界 -踏み外した淫靡な日常-（深綿 香奈枝）

#### 2009年
- 新世紀いじってプリンセスNEXT4 〜超（スーパー）メイドマリー推参!?〜（マリー）
- 夢幻廻廊2〜螺旋〜（九条 奈菜香）

#### 2010年
- オレの姉ちゃん。〜オレは姉ちゃんのオモチャじゃないっ!〜（成瀬 あやめ）

#### 2011年
- ヴァニタスの羊（モンニー[2]、ジョヴァンニ・スパーダ[3]）

### OVA
- BLACK GATE 姦淫の学園（門守 かすみ、門守 しずく）